# درماتیت استاز
درماتیت استاز (انگلیسی: Stasis dermatitis) به تغییرات پوستی اطلاق می‌شود که در پاها به دلیل «استاز» یا تجمع خون ناشی از بازگشت وریدی ناکافی رخ می‌دهد؛ نام جایگزین اگزما وریدی از علت شایع این بیماری یعنی وریدهای واریسی گرفته شده است.
بازگشت وریدی ناکافی منجر به افزایش فشار در مویرگ‌ها می‌شود و در نتیجه ممکن است هم مایع و هم سلول‌ها از مویرگ‌ها «نشت» کنند. این امر منجر به تجزیه گلبول‌های قرمز می‌شود و هیموسیدرین حاوی آهن ممکن است در آسیب‌شناسی این بیماری نقش داشته باشد.

## علائم
درماتیت استاز ممکن است با موارد زیر مشخص شود:
- پوستی که نازک، قهوه‌ای و مانند بافت به نظر می‌رسد، با احتمال وجود ضایعات پوستی (ماکول یا پچ)، لکه‌های قرمز، تحریک سطحی پوست یا تیرگی یا ضخیم شدن پوست در مچ پا یا پاها
- پوست ضعیف ممکن است در برخی مناطق زخم شود و پاها، مچ پا یا سایر مناطق ممکن است متورم شوند
- زخم‌های باز، زخم‌های چرکی
- خارش یا درد پا
- گاهی اوقات درد ممکن است از بافت‌های متورم ادامه یابد و ممکن است مانند «خنجر زدن» یا «سوزن زدن» احساس شود
- اگر پوست همچنان تخریب شود و تجزیه شود، ممکن است زخم وریدی (همچنین به عنوان زخم استاز شناخته می‌شود) تشکیل شود. بدون مراقبت مناسب از زخم، ترک‌های باز بیماران را برای ورود عفونت باکتریایی مستعد می‌کند و باعث سلولیت در پا می‌شود.[۴]

## تشخیص
درماتیت استاز با ارزیابی بالینی ظاهر پلاک‌های قرمز روی ساق پا و قسمت داخلی مچ پا تشخیص داده می‌شود. درماتیت استاز ممکن است شبیه به تعدادی از شرایط دیگر مانند سلولیت و درماتیت تماسی باشد و در برخی موارد نیاز به استفاده از سونوگرافی داپلر برای تأیید تشخیص یا اگر تشخیص بالینی به تنهایی کافی نباشد دارد.

## درمان
درمان ممکن است شامل استفاده موضعی از کرم‌های استروئیدی و استفاده از جوراب‌های فشاری یا پمپ‌های فشاری پنوماتیک متناوب برای کمک به دفع تجمع مایع زیرین از قسمت پایین پا باشد.
درمان فشاری باید شامل فشار متوسط باشد و برای بیماران در حال حرکت بهترین عملکرد را دارد. در نهایت، درمان رفلکس وریدی زیرین برای درمان درماتیت استاز ضروری است. روش‌های جراحی تهاجمی مانند لیگاسیون مفصل سافنوفمورال با استریپینگ در گذشته برای درمان مرسوم بود. با این حال، روش‌های کمتر تهاجمی اکنون بیشتر مورد استفاده قرار می‌گیرند. این روش‌های جدیدتر شامل تخریب حرارتی اندوونوس، فلبوتومی سرپایی و اسکلروتراپی فوم اولتراسوند است.

## نگارخانه

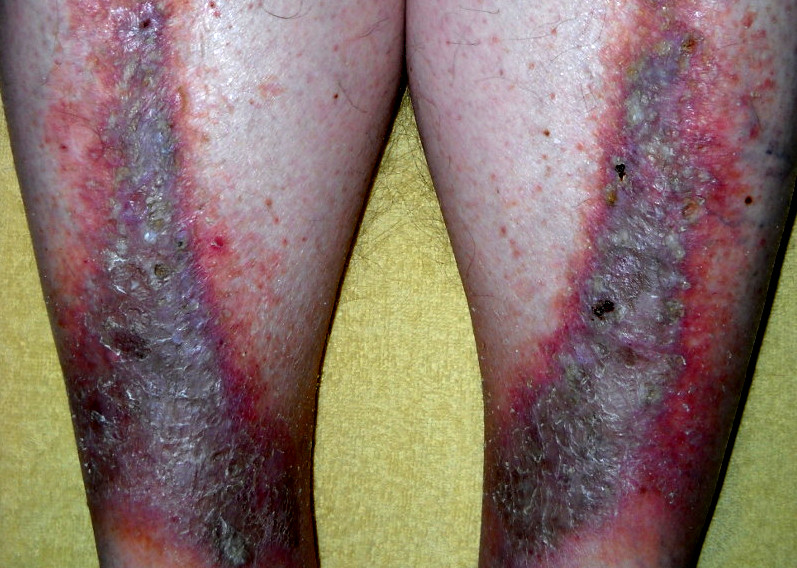
درماتیت استازی (اگزمای گرانشی)

## عوارض
اگر درماتیت استاز درمان نشود، بیمار در معرض خطر ابتلا به زخم‌های وریدی و آکروآنژیودر ماتیت قرار دارد.